# Georges Chappe

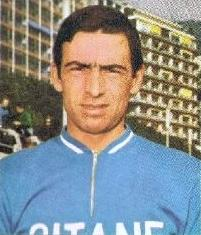
Georges Chappe (1972)

Georges Chappe (* 5. März 1944 in Marseille) ist ein ehemaliger französischer Radrennfahrer und Weltmeister im Radsport.

## Sportliche Laufbahn
Am Beginn seiner Laufbahn stand der Sieg im Bergrennen nach La Turbie 1962 in der Amateurklasse. Ein Jahr später folgte bereits der größte Erfolg seiner Karriere, er wurde mit dem französischen Team bei den UCI-Straßen-Weltmeisterschaften Sieger im Mannschaftszeitfahren. Zudem war er Zweiter der Route de France geworden. 1964 gewann er die Tour des Alpes de Provence und die Tour de l’Yonne. Bei den Olympischen Sommerspielen 1964 in Tokio wurde er mit der französischen Mannschaft als 6. des Mannschaftszeitfahrens klassiert. Danach wurde er Profi. Von 1965 bis 1972 war Chappe als Berufsfahrer aktiv.
Siebenmal stand Chappe bei der Tour de France am Start, der 37. Platz 1967 war dabei sein bestes Ergebnis. 1971 wurde er Letzter der Rundfahrt und Träger der „Lanterne Rouge“. Er gewann eine Etappe der Tour de France (1968), zweimal das Rennen Paris–Camembert (1967 und 1970), das Criterium International (1970), eine Etappe der Portugal-Rundfahrt (1971) und weitere Rennen. Bei der Vuelta a España startete er dreimal und wurde 1965 36. Insgesamt verzeichnete er als Profi 15 Siege. 1970 gewann er die Prestige Pernod, die Jahreswertung für den besten französischen Berufsfahrer.